# Droga I/15 (Słowacja)
Droga krajowa 15 (słow. Cesta I/15) – droga krajowa I kategorii północno-wschodniej Słowacji. Arteria zaczyna się od skrzyżowania z drogą nr 18 w mieście Vranov nad Topľou i biegnie na północ wzdłuż rzeki Ondavy. Arteria mija od wschodu zbiornik Veľká Domaša i przez Stropkov dociera do skrzyżowania - z prowadzącą do Polski – drogą nr 21. Trasa jest jedno-jezdniowa.